# Ведран Джипало
Ведран Джипало (хорв. Vedran Đipalo; 22 вересня 1977, Синь, Сплітсько-Далматинська жупанія) — хорватський боксер, призер чемпіонату Європи серед аматорів.

## Аматорська кар'єра
На кваліфікаційному чемпіонаті Європи 2004 Ведран Джипало зайняв третє місце і крім бронзової нагороди отримав путівку на Олімпійські ігри 2004.
- У 1/8 фіналу переміг Матеуша Малуйда (Польща) — 42-17
- У чвертьфіналі переміг Даніеля Бетті (Італія) — 45-30
- У півфіналі програв Олександру Алєксєєву (Росія) — RSCO 2

На Олімпійських іграх 2004 програв в першому бою Адаму Форсайту (Австралія) — 22-32.
2005 року Джипало завоював бронзові медалі на Середземноморських іграх та чемпіонаті Європейського Союзу, а на чемпіонаті світу 2005 програв у першому бою Александру Повернову (Німеччина).
2006 року знов завоював бронзову медаль на чемпіонаті Європейського Союзу, а на чемпіонаті Європи 2006 програв у першому бою.
2007 року втретє завоював бронзову медаль на чемпіонаті Європейського Союзу, а на чемпіонаті світу 2007 програв у другому бою Мілораду Гайович (Чорногорія).
Ведран Джипало не зумів кваліфікуватися на Олімпійські ігри 2008.